# Emilie Flygare-Carlén
Emilie Flygare-Carlén, nata Smith (Strömstad, 8 agosto 1807 – Stoccolma, 5 febbraio 1892), è stata una scrittrice svedese.

## Biografia
Emilie Smith nacque a Strömstad e visse la sua giovinezza nell'arcipelago di Bohuslän. Suo padre, Rutger Smith, era un capitano in pensione che si convertì in un piccolo commerciante; nella sua attività la piccola Emilie lo accompagnava spesso nei viaggi che faceva lungo la costa. Entrò così in frequente contatto con la gente di mare, come pescatori e contrabbandieri, che questi personaggi avrebbero poi popolato le sue storie. All'età di vent'anni sposò un medico locale, Axel Flygare, e andò con lui a vivere nella provincia dello Småland. Rimasta vedova nel 1833, tornò nella sua vecchia casa e decise di dedicarsi alla letteratura.
Si trasferì a Stoccolma alcuni anni dopo e nel 1841 sposò un avvocato, pubblicista e poeta di quella città, Johan Gabriel Carlén (1814–1875). La sua casa divenne un luogo di incontro per i letterati della città e per i successivi dodici anni produsse uno o due romanzi all'anno. Alla morte prematura del figlio Edvard Flygare (1829–1853), che aveva già pubblicato tre libri molto promettenti, seguirono sei anni di silenzio letterario dopo i quali riprese a scrivere fino al 1884.
Ha fondato istituti di beneficenza in aiuto di studenti, insegnanti, pescatori e delle loro vedove. Morì a Stoccolma nel 1892. Anche sua figlia, Rosa Carlén (1836–1883), fu una famosa scrittrice.

## Pubblicazioni
Il suo primo romanzo, Valdemar Klein, fu pubblicato nel 1838. In quello e in molti romanzi successivi, come Rosen på Tistelön (1842), Pål Värning, Enslingen på Johannisskäret (1846), Jungfrutornet e Ett köpmanshus i skärgården (1859), scrisse della vita nell'arcipelago e nel mare mentre i romanzi come Fosterbröderna, Fideikommisset, Ett år, En nyckful kvinna, Kamrer Lassman e Vindskuporna sono ambientati nelle classi del ceto medio o superiore.
I suoi romanzi furono raccolti in 31 volumi (Stoccolma, 1869–1875). Nel 1878 pubblicò un'autobiografia, Minnen af svenskt författarlif 1840–1860 (Reminiscenze della vita letteraria svedese) che è stata tradotta in danese, norvegese, tedesco, russo, francese, inglese, italiano, portoghese, olandese, ungherese e ceco ed è stata la scrittrice svedese più letta del suo tempo.

## Opere
- Waldemar Klein (1838)
- Representanten (1839)
- Gustaf Lindorm (1839)

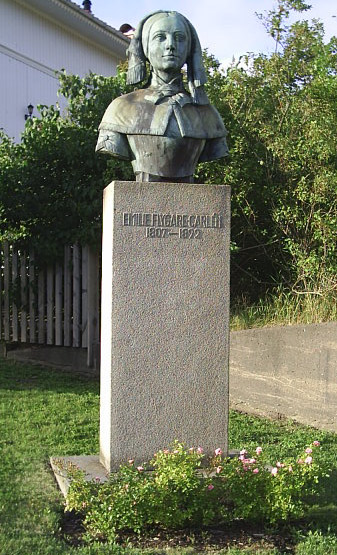
Busto di Emilie Flygare-Carlén a Strömstad

- Professorn och hans skyddslingar (1840)
- Fosterbröderna (1840)
- Kyrkoinvigningen i Hammarby (1841)
- Skjutsgossen (1841)
- Rosen på Tistelön. Berättelse från skärgården (1842)
- Kamrer Lassman (1842)
- Fideikommisset (1844)
- Pål Värning: En skärgårdsynglings äventyr (1844)
- Vindskuporna (1845)
- Bruden på Omberg (1845)
- Enslingen på Johannisskäret: Kustroman (1846)
- Ett år (1846)
- En natt vid Bullarsjön (1847)
- Jungfrutornet (The Maiden's Tower; 1848)
- En nyckfull kvinna (1848–49)
- Romanhjältinnan (1849)
- Familjen i dalen (1849)
- Ett rykte (1850)
- Förmyndaren (1851)
- Ett köpmanshus i skärgården (1860–61)
- Stockholmsscener bakom kulisserna (1864)
- Skuggspel (1865)
- Minnen av svenskt författarliv 1840–1860 (1878)
- Efterskörd (1888)